# Wolfgang Schmidt (Jurist)
Wolfgang Schmidt (* 28. August 1961) ist ein deutscher Jurist. Er ist seit dem 15. Mai 2017 Richter am Bundesgerichtshof.

## Leben und Wirken
Schmidt trat nach Abschluss seiner juristischen Ausbildung 1992 in den Justizdienst des Landes Nordrhein-Westfalen ein und war zunächst beim Landgericht Essen sowie den Amtsgerichten Bottrop, Essen-Borbeck, Gelsenkirchen und Gelsenkirchen-Buer tätig. 1997 wurde er zum Richter am Landgericht Essen ernannt. Nach seiner Abordnung an das Oberlandesgericht Hamm von 2001 bis 2002 erfolgte 2003 seine Ernennung zum Vorsitzenden Richter am Landgericht Essen. 2003 bis 2005 und erneut seit 2013 war er als Referent bzw. Referatsleiter an die Staatskanzlei des Landes Nordrhein-Westfalen abgeordnet.
Das Präsidium des Bundesgerichtshofs wies Schmidt zunächst dem 2. Strafsenat zu und betraute ihn zugleich mit ermittlungsrichterlichen Aufgaben.